# Pantserjuffers (familie)
De pantserjuffers (Lestidae) vormen een kleine kosmopolitische familie van libellen uit de onderorde der juffers (Zygoptera). Afhankelijk van de auteur worden er 8 tot 12 geslachten onderscheiden, waarvan er drie in België en Nederland voorkomen. De Nederlandstalige naam verwijst naar de metaalachtige kleur van de meeste soorten, die de dieren een gepantserd voorkomen geeft.

## Beschrijving

### Imago
De volwassen dieren (imagines) van de twee in België en Nederland voorkomende geslachten zijn zo verschillend dat zij apart moeten beschreven worden. Het belangrijkste gemeenschappelijke kenmerk is het pterostigma dat veel langer is dan breed (zo lang als 2 of 3 onderliggende cellen).
De geslachten pantserjuffers (Lestes) en Chalcolestes zijn typisch voor de familie. Ze zijn in vergelijking met andere juffers vrij groot en stevig gebouwd, het lichaam is groen, brons- of koperkleurig en met een opvallende metaalglans. Volwassen mannetjes zijn dikwijls te herkennen aan de blauwe verkleuring (berijping) op het achterlijf. De achterlijfsaanhangsels van de mannetjes zijn lang en gekromd. In het veld zijn pantserjuffers te herkennen door hun zithouding. In tegenstelling tot de meeste juffers vouwen ze hun vleugels in rust niet over hun achterlijf, maar houden ze half gespreid (de Engelse benaming is spreadwings).
Pantserjuffers vliegen vooral in zomer en najaar. Ze verkiezen over het algemeen stilstaand water waar ze hun eieren leggen in oeverplanten of in overhangende bomen.
In België en Nederland komen 5 soorten voor, waarvan drie zeldzaam.
De winterjuffers (Sympecma) wijken af door hun bruine kleur en de veel mindere of helemaal afwezige metaalglans. Ook houden zij hun vleugels niet gespreid als ze zitten. De vleugels worden in rust meestal samengevouwen aan één kant van het achterlijf gehouden.
Winterjuffers danken hun naam aan hun merkwaardige levenscyclus: als enige inheemse libellen overwinteren zij als volwassen dier (imago), en vliegen en paren vroeg in het voorjaar. Zij verkiezen voor hun eieren drijvende planten in stilstaand water. In Nederland zijn pas na 2000 voor het eerst overwinterende dieren waargenomen.
In België komt één soort voor, in Nederland twee. De noordse winterjuffer is zeer zeldzaam, de bruine was zeer zeldzaam maar heeft zich snel uitgebreid.

### Larve
De larven van de pantserjuffers worden gekenmerkt door een opvallend brede kop, die soms twee maal zo breed is als het lichaam. Het vangmasker is meestal lang en smal, soms met een zeer smalle steel, en reikt ten minste tot het middelste potenpaar. De staartlamellen hebben donkere dwarsbanden en zijaders die loodrecht op de hoofdaders staan.

## Geslachten
De familie omvat de volgende geslachten:
- Archilestes Selys, 1862
- Austrolestes Tillyard, 1913
- Chalcolestes Kennedy, 1920 – Houtpantserjuffers
- Indolestes Fraser, 1922
- Lestes Leach, 1815 – Pantserjuffers
- Orolestes McLachlan, 1895
- Platylestes Selys, 1862
- Sinhalestes Fraser, 1951
- Sympecma Burmeister, 1839 – Winterjuffers

### Soorten in België en Nederland
Van deze familie komen in België en Nederland drie geslachten voor, met samen zeven soorten, waarvan vijf (vrij) algemeen:
- Geslacht Pantserjuffers (Lestes)
  - Gewone pantserjuffer (Lestes sponsa) – zeer algemeen
  - Tangpantserjuffer (Lestes dryas) – vrij algemeen
  - Tengere pantserjuffer (Lestes virens) – vrij zeldzaam
  - Zwervende pantserjuffer (Lestes barbarus) – vrij algemeen
- Geslacht Houtpantserjuffers (Chalcolestes)
  - Houtpantserjuffer (Chalcolestes viridis) – zeer algemeen
- Geslacht Winterjuffers (Sympecma)
  - Bruine winterjuffer (Sympecma fusca) – vrij algemeen
  - Noordse winterjuffer (Sympecma paedisca) – in NL zeldzaam, niet in B

## Determinatie van groepen voor de soorten van de Benelux
Hieronder volgt een indeling in groepen; voor de soorten gaat men naar het betreffende geslacht. De hooutpantserjuffer (Chalcolestes viridis) wordt nog in het geslacht Lestes uitgesleuteld.
- 1 Winterjuffers: grotendeels beige met op het achterlijf metaalbruine of metaalgroene 'bommetjes' (rug van het achterlijf dus niet geheel metaalgroen of brons); vleugels nooit gespreid gehouden + vleugels meestal aan één zijde van het achterlijf.
- 2 Pantserjuffers, uitgekleurde mannetjes: pterostigma's niet wittig + bovenste achterlijfsaanhangsels vrij lang en gekromd.
- 3 Pantserjuffers, jonge mannetjes: pterostigma's wittig + bovenste achterlijfsaanhangsels vrij lang en gekromd
- 4 Pantserjuffers, vrouwtjes: bovenste achterlijfsaanhangsels niet lang en recht naar achteren stekend; onder segment 8-10 een tamelijk fors eilegapparaat.

## Foto's

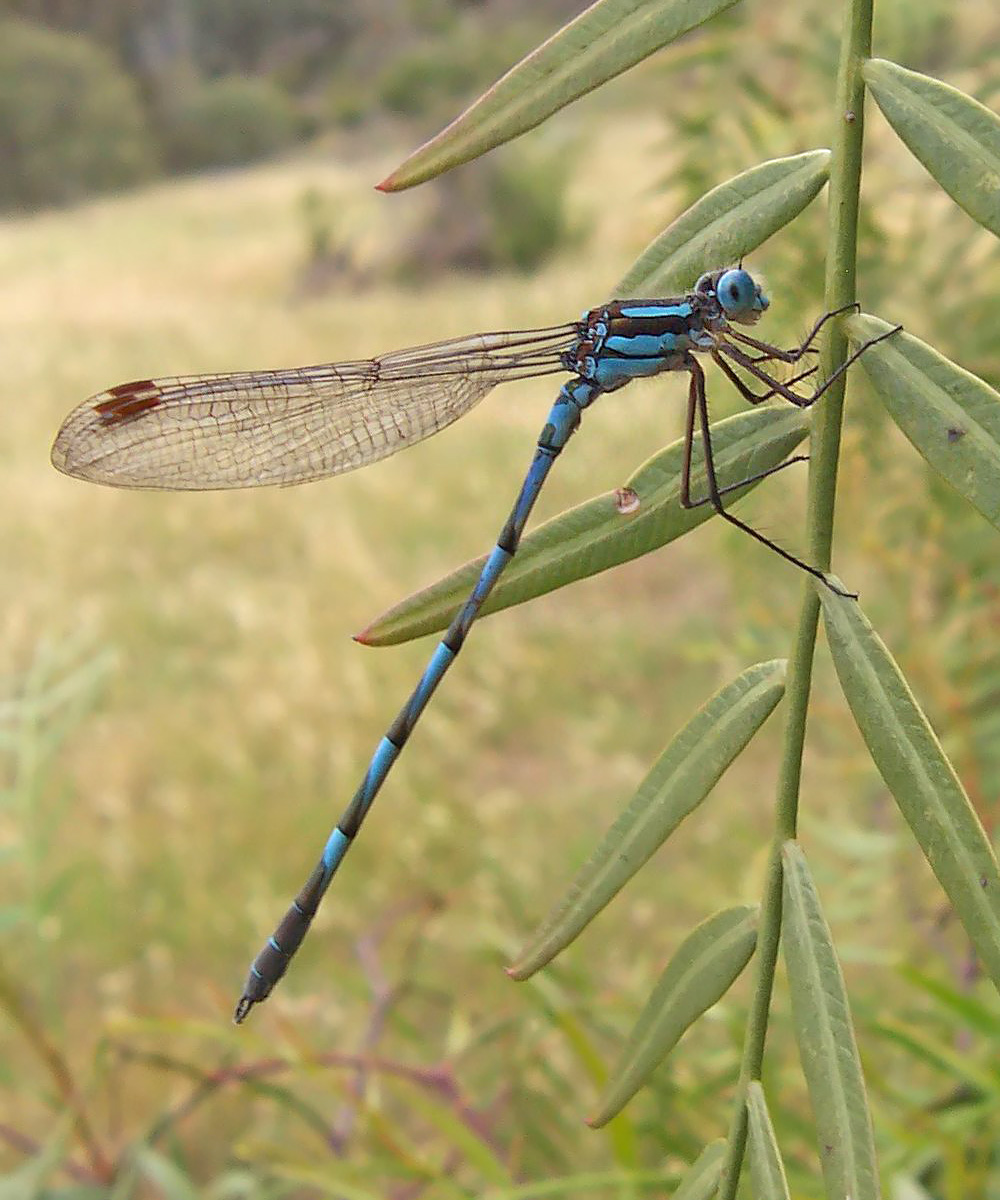
Austrolestes annulosus
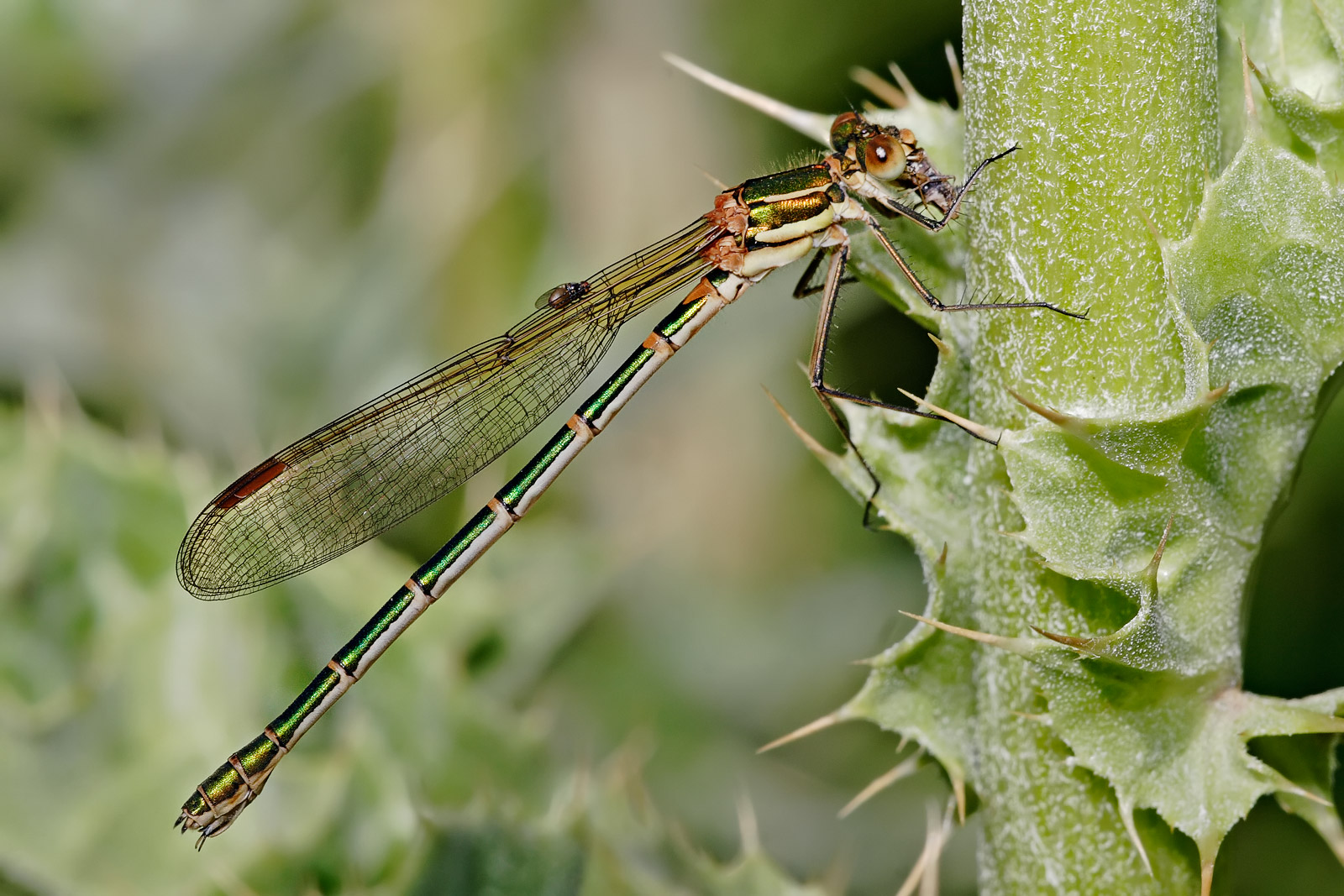
Austrolestes cingulatus
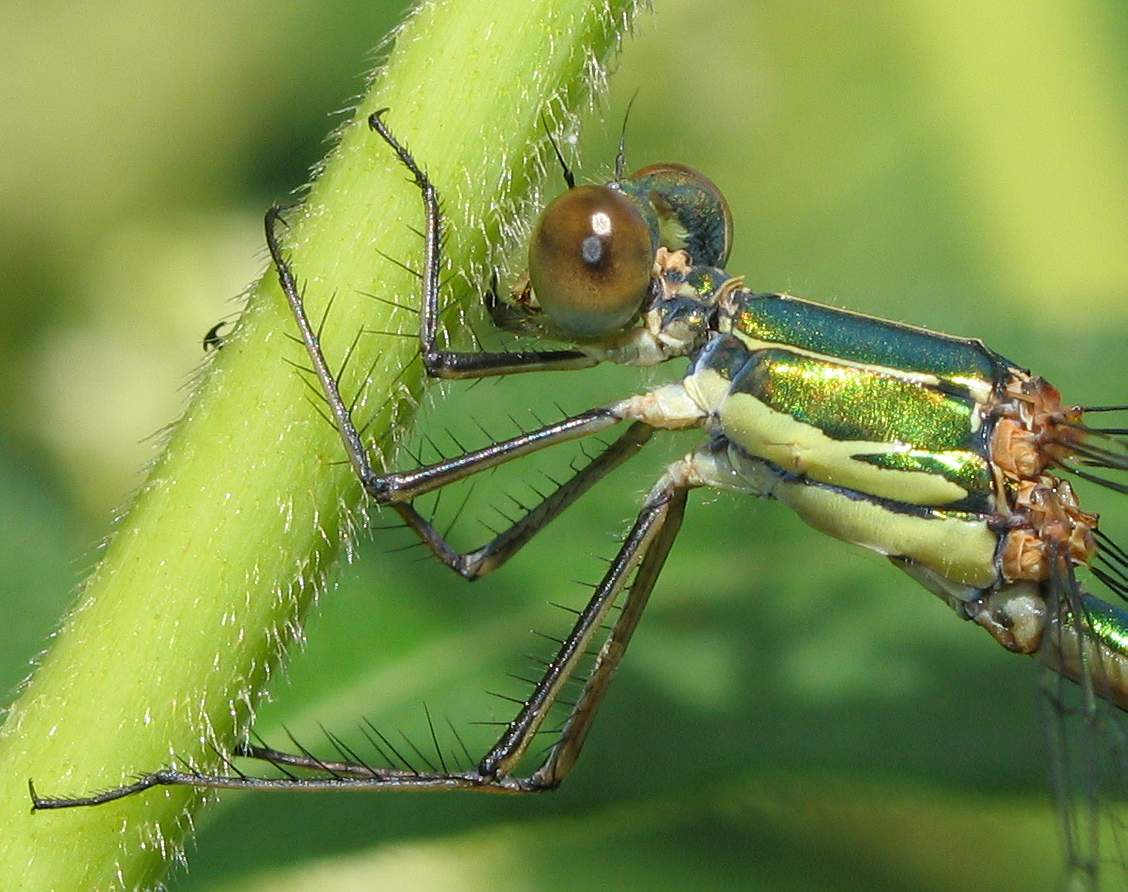
Houtpantserjuffer (Chalcolestes viridis)
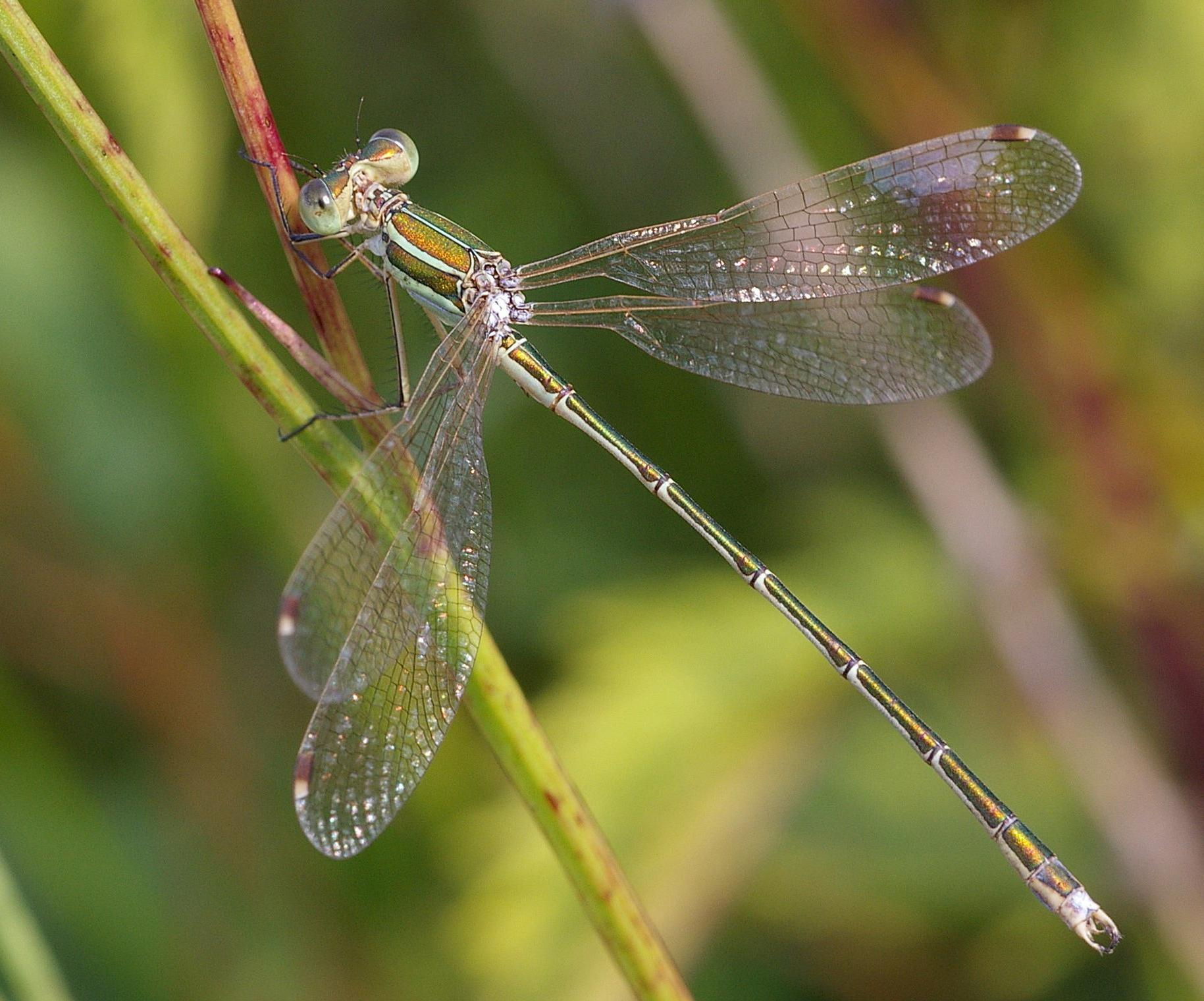
Zwervende pantserjuffer (Lestes barbarus)
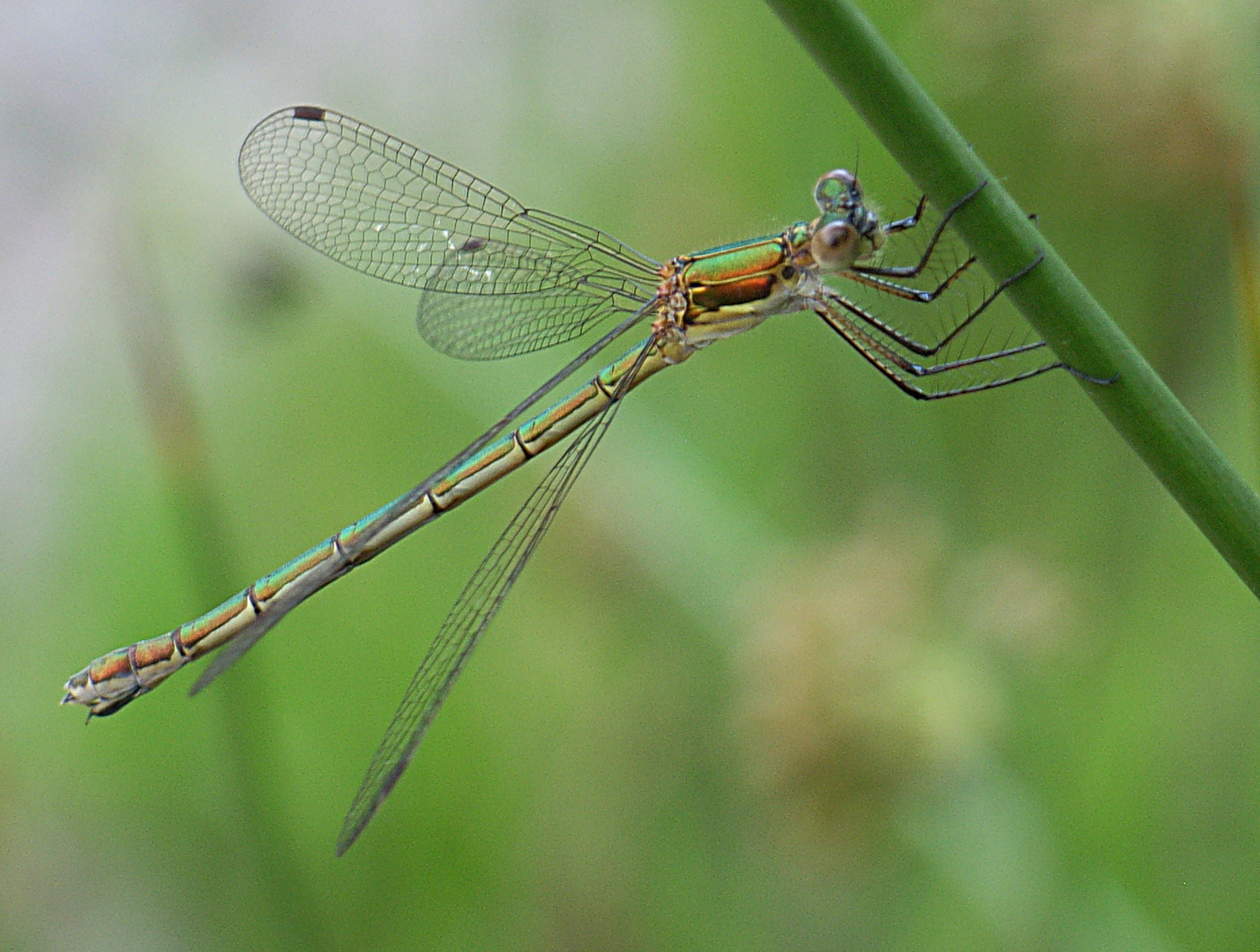
Gewone pantserjuffer (Lestes sponsa)
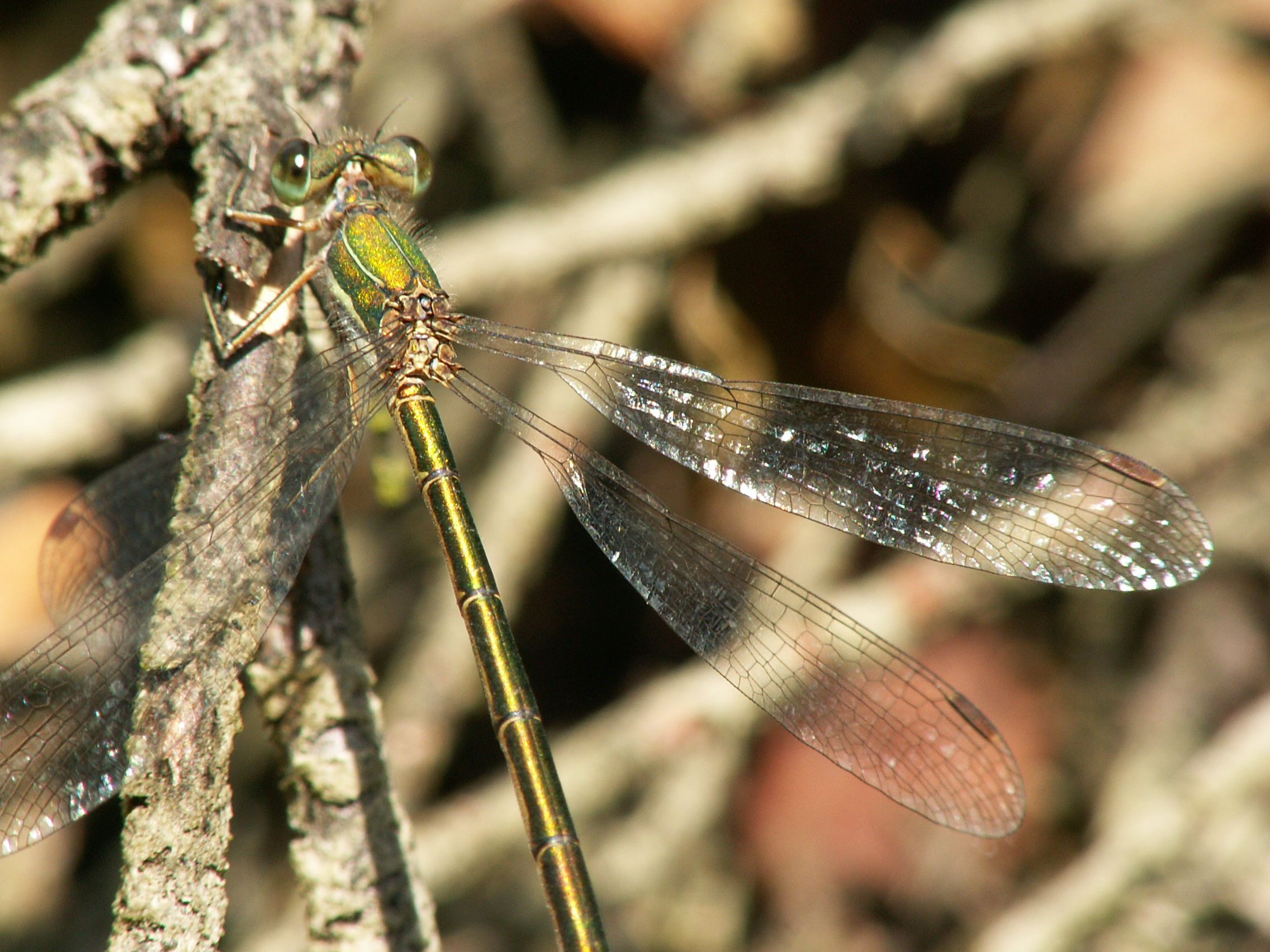
Tengere pantserjuffer (Lestes virens)
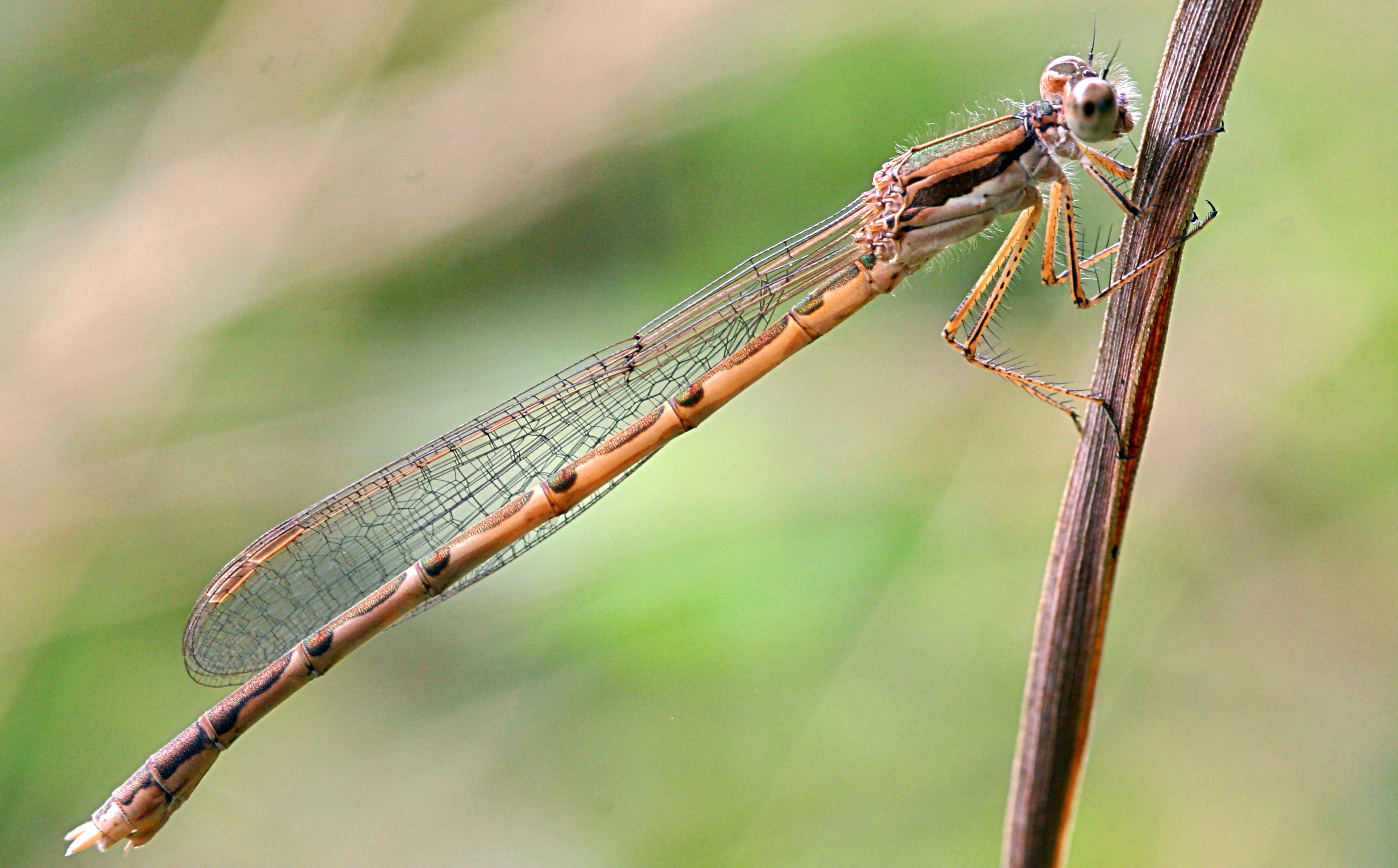
Bruine winterjuffer (Sympecma fusca)